# Teleskoplader

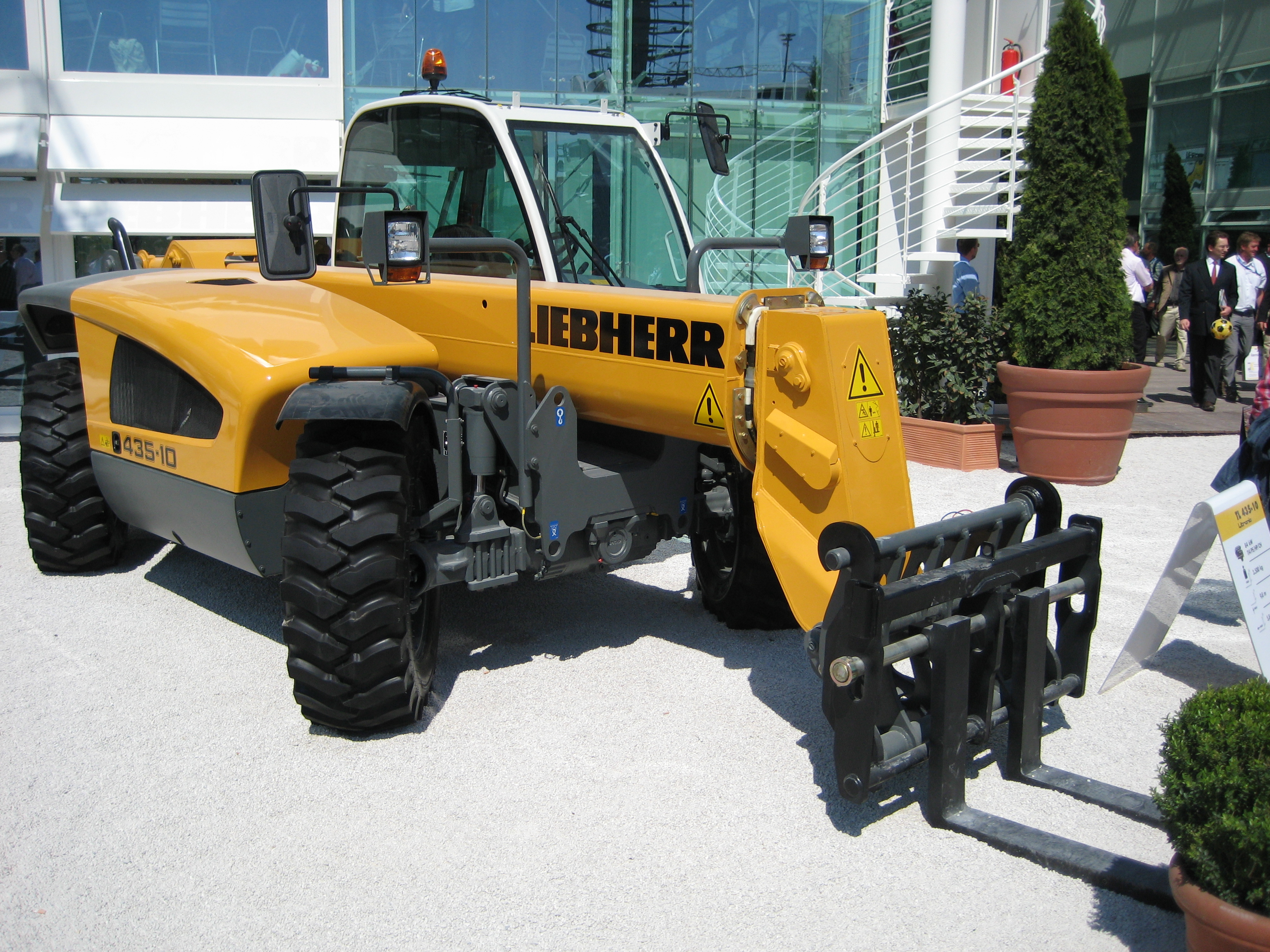
Teleskoplader mit starrem Oberwagen. Gut zu sehen die Allradlenkung im Krabben- oder Hundegang.

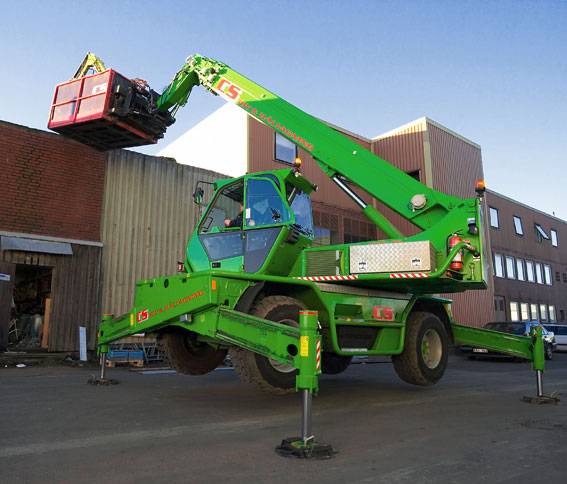
Teleskoplader mit drehbarem Oberwagen

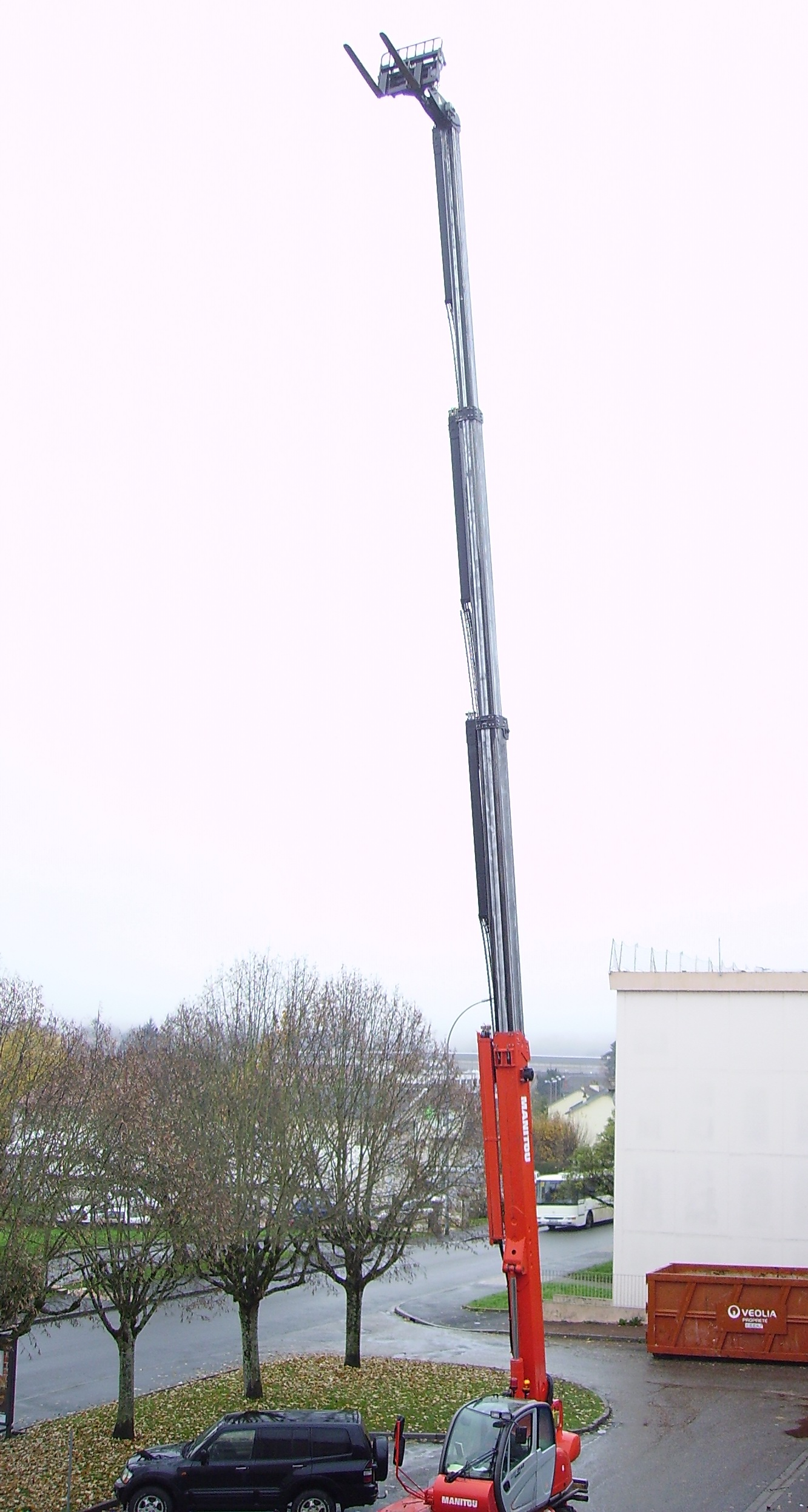
Manitou MRT 2540 mit maximal ausgefahrenem Teleskophubarm

Teleskoplader (auch Teleskopstapler, Telehandler oder, nach Baugeräteliste, Teleskoparmstapler) sind geländegängige Stapler mit veränderlicher Reichweite durch einen teleskopierbaren Mast. Eine grundsätzliche Unterscheidung erfolgt nach starrem oder drehbarem Oberwagen. Teleskoplader werden als Umschlaggerät, Baumaschine und in der Landwirtschaft, etwa zum Stapeln und Transportieren von großformatigen Futter- und Wertballen, eingesetzt. Sie sind als Ausrüstungsträger konzipiert und können durch verschiedene Anbaugeräte unterschiedliche Aufgaben erledigen, etwa als Hubarbeitsbühne. Der Multifarmer, ein Teleskop-Traktor, ermöglicht am Heck mit Dreipunkt-Aufhängung und Zapfwelle viele Traktorarbeiten.

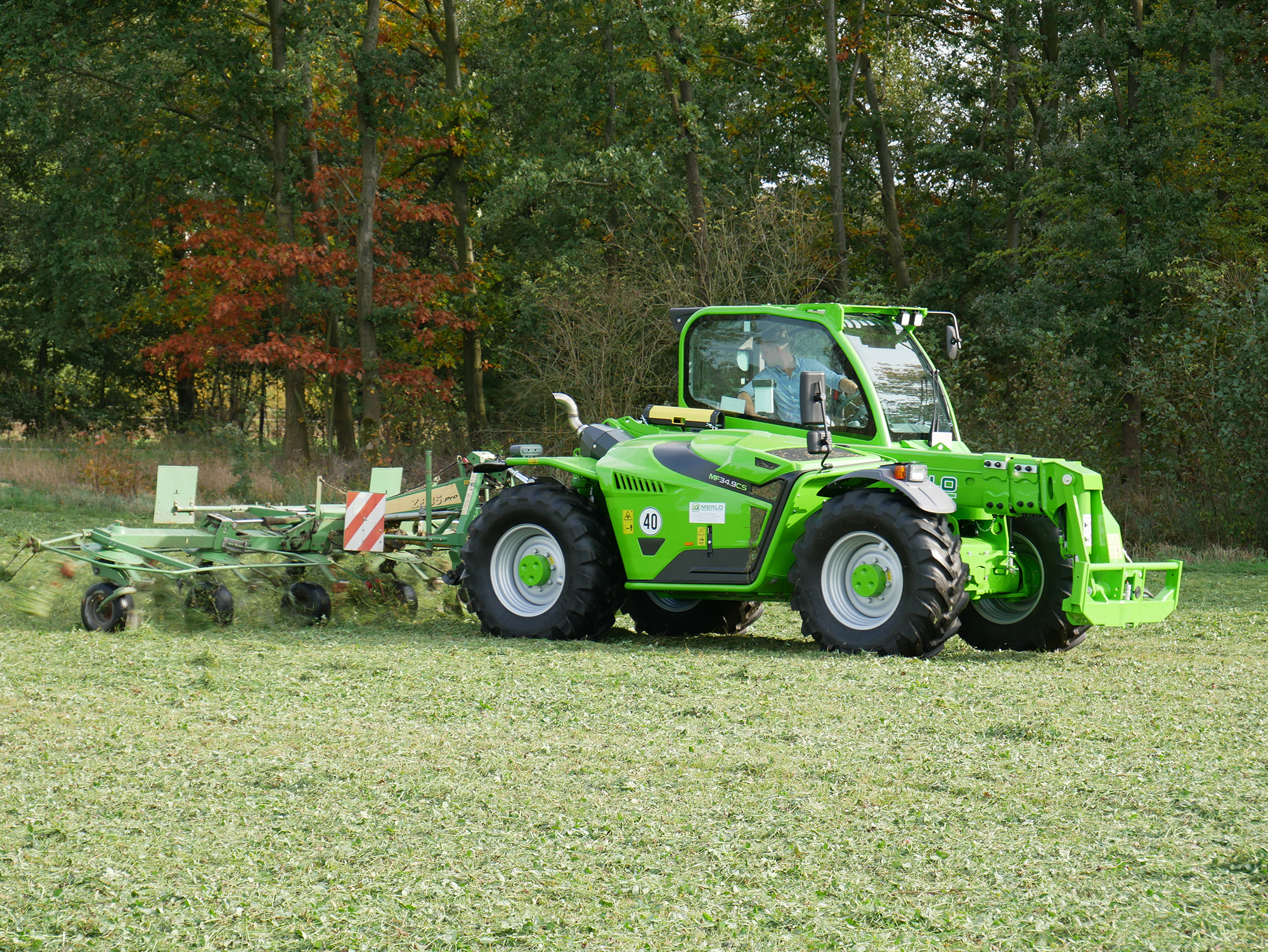
Multifarmer, der Mix aus Teleskoplader und Traktor

## Technische Merkmale

### Bauarten
Nach ihrer Bauart unterscheidet man zwischen Starrrahmenmaschinen, Semistarrrahmenmaschinen (der Fahrzeugrahmen lässt sich auf der Vorderachse hydraulisch seitlich schwenken und neigen) und Rotormaschinen (mit einem unbegrenzt drehbaren Oberwagen).

### Antrieb und Lenkung
Teleskoplader sind vorwiegend mit einem hydraulischen Hauptantrieb (auch Hydrostatantrieb genannt) ausgestattet, der zwischen den Fahrachsen als Unterflur-Mittelaggregat angeordnet ist. Ein Fahrgetriebe mit zwei Gangstufen (Transport- und Arbeitsgang) ermöglicht Geschwindigkeiten bis etwa 10 km/h und bis maximal 50 km/h (Manitou MRT 3050). Der erste Teleskoplader mit Elektroantrieb wurde 2020 von der Firma JCB vorgestellt. Heute gibt es herstellerübergreifend Elektromodelle. Merlo bietet in der drehbaren Roto-Serie die Option eines zusätzlichen Elektroantriebs für kranähnliche Einsätze auf Abstützungen. Gefahren wird per Diesel, gearbeitet in E-Option.
Die Maschinen haben einen permanenten Allradantrieb mit einer pendelnden Hinterachse für optimale Geländegängigkeit mit maximaler Traktion. Charakteristisch sind die drei Lenkungsarten in Bezug auf die Fahrzeug-Achsen:
- Vorderachslenkung (für schnelle Straßenfahrt)
- Gleichlauflenkung (beide Achsen haben einen gleich großen, entgegengesetzten Radeinschlag für kleinste Wendekreise)
- Hundeganglenkung (beide Lenkachsen haben gleichen Radeinschlag, für eine gleichzeitig vor- und seitwärtige bzw. rück- und seitwärtige Bewegung). Die Hundeganglenkung wird nach dem englischen Begriff crab steering manchmal auch Krabbenlenkung genannt und ist zum Manövrieren in begrenzten Räumen wichtig.[3]

### Kabine
Charakteristisch ist die Anordnung der Kabine seitlich des Hubmastes. Die Fahrerkabinen sind in der Regel als Dauerarbeitsplätze gestaltet. Einzelne Hersteller bieten Teleskoplader mit hochfahrbarer Kabine an (z. B. Fendt Cargo T955, Sennebogen 355 E). Eine 18 Grad nach hinten kippbare Variante liefert Merlo in seinen größten Rotoren.

### Tragfähigkeit und Hubhöhe
Teleskoplader werden mit unterschiedlichen Tragfähigkeiten und Hubhöhen produziert. Bau-Teleskoplader werden mit einer Tragfähigkeit („Hubkraft“) bis 33 t angeboten (Manitou MHT 12330). Die Eigenmasse beträgt in der Regel das 1,5- bis 2,7-Fache der Tragfähigkeit.
Die Hubhöhe reicht in der Regel von 4,40 m bis 17,50 m, aber auch Höhen bis 35 m werden angeboten (Magni RTH 6.35SH, Merlo R 50.35 S PLUS). Die Ladebreite ist in der Regel 2,50 m bis 3,50 m. Am Kopf der Teleskophubarme befinden sich zum schnellen Wechsel der Ausrüstung freie Anschlüsse für hydraulisch angetriebene Ausrüstungen.
Zur Vergrößerung der horizontalen Reichweite können Starrrahmenmaschinen an der lastseitigen Front mit zwei breit abklappbaren Stützen stabilisiert werden. Eine elektronische Überlast-Warn- und Abschalteinrichtung verhindert das Kippen der Maschine.

### Verwandte Bauformen
Reach-Stacker sind ebenfalls mit schräg aufrichtbarem Teleskoparm ausgestattet, jedoch auf das Handeln von Containern (20-, 40-, 45-Fuß) durch Greifen an den Eckaufnahmen von oben oder aber auch von Wechselbrücken durch Untergreifen von oben spezialisiert. Zumindest Liebherr baut seit 2011 eine Type (LRS645) mit kreisbogenförmigem Teleskoparm, zusammengeschoben einen 50°-Kreisringsektor bildend. Sein spezieller Vorteil ist das Erreichen eines Containers in der 2. Reihe vor einem gleich hoch in der 1. Reihe aufgestapelten und das leichtere Hinunterreichen von einem hohen Pier auf ein tiefes Schiffsdeck.
Lader mit Vertikalmast werden als Mastlader bezeichnet, auch wenn dieser Mast teleskopierbar ist.

## Anbaugeräte (Auswahl)
- Palettengabeln in verschiedenen Längen
- Lade- und Mischschaufeln in verschiedener Ausführung
- Schaufeln mit hydraulischem Niederhalter
- Schwerlast-Kranhaken
- Hydraulische Seilwinden

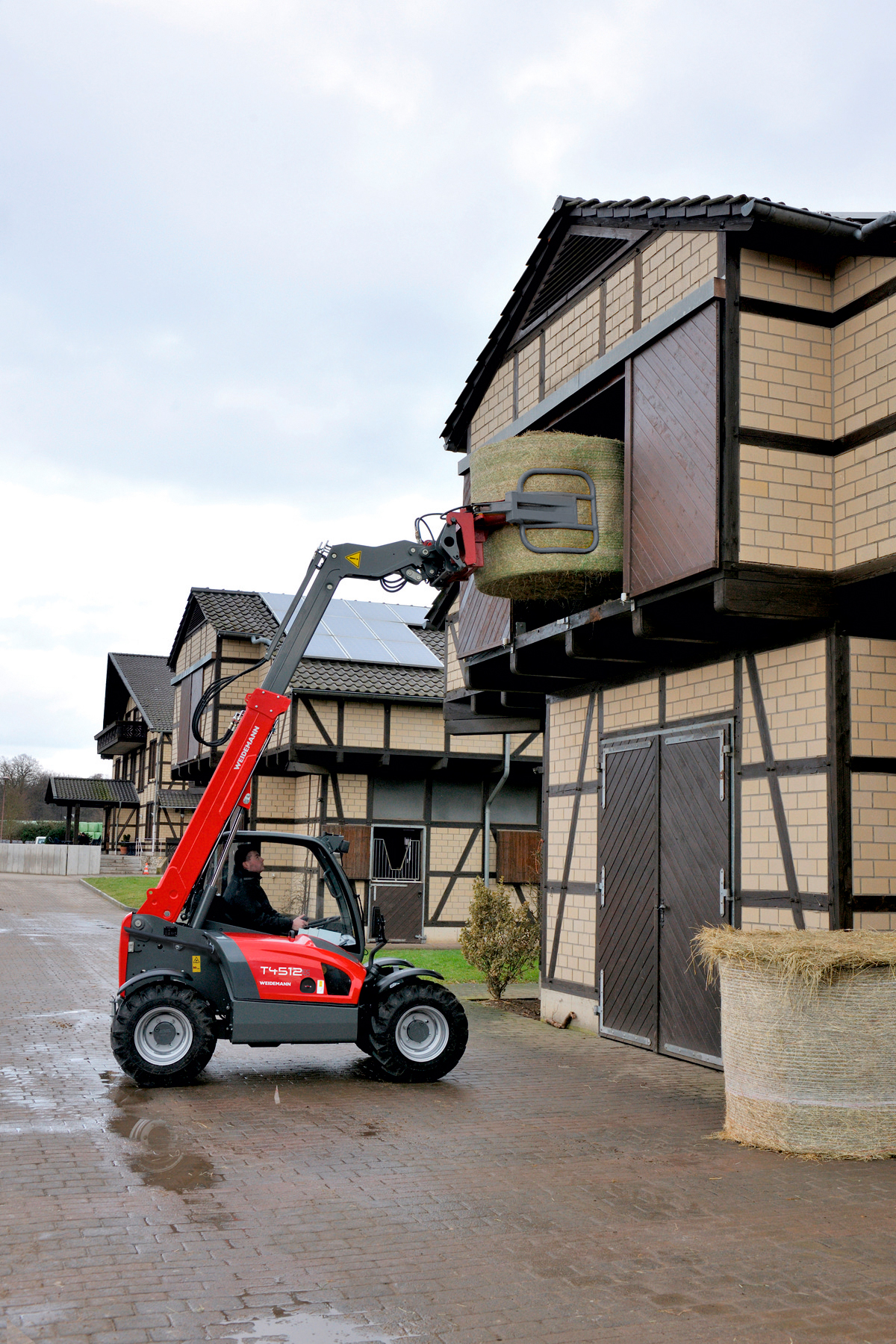
Ballenzange
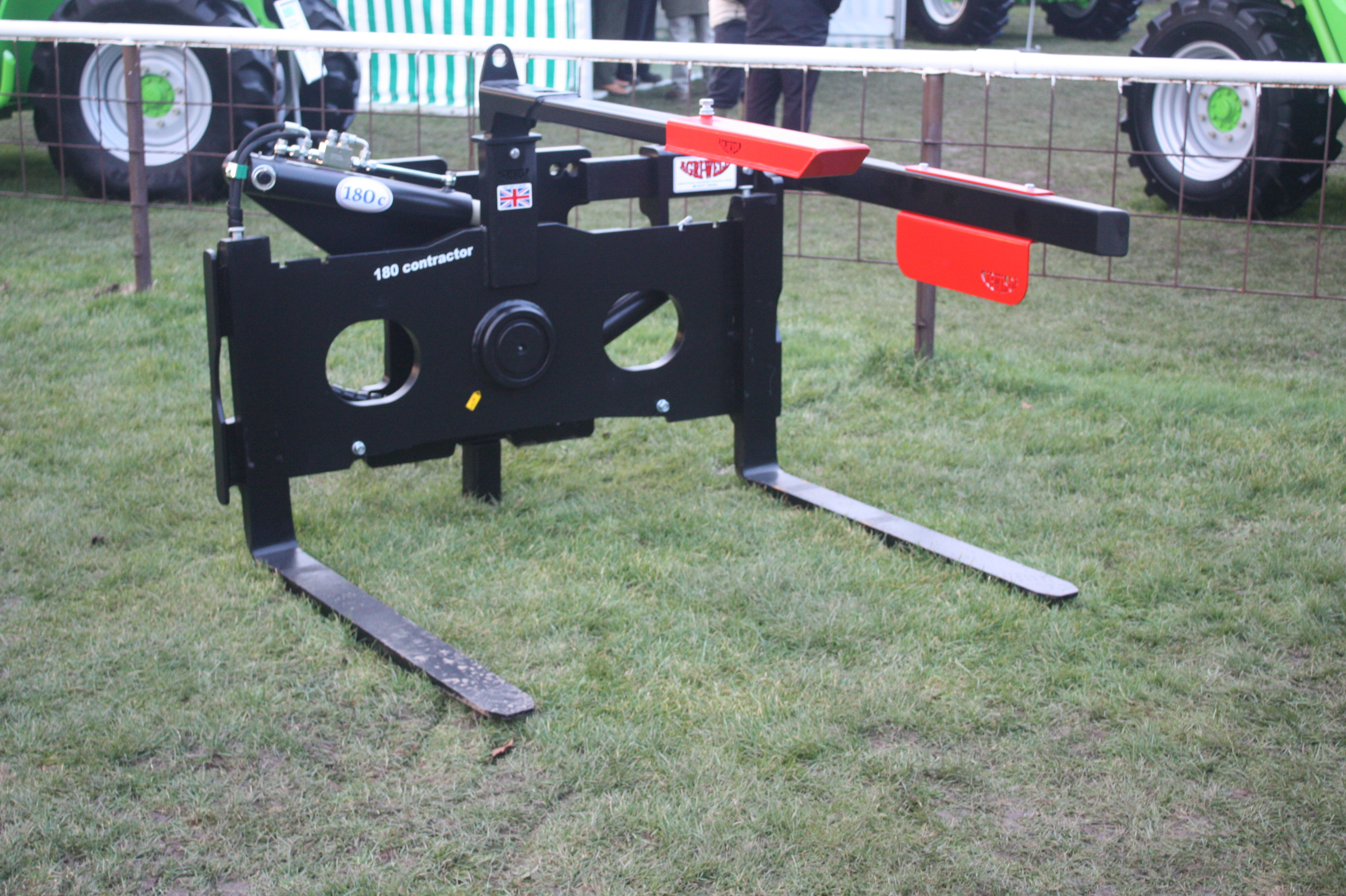
Kistenwender
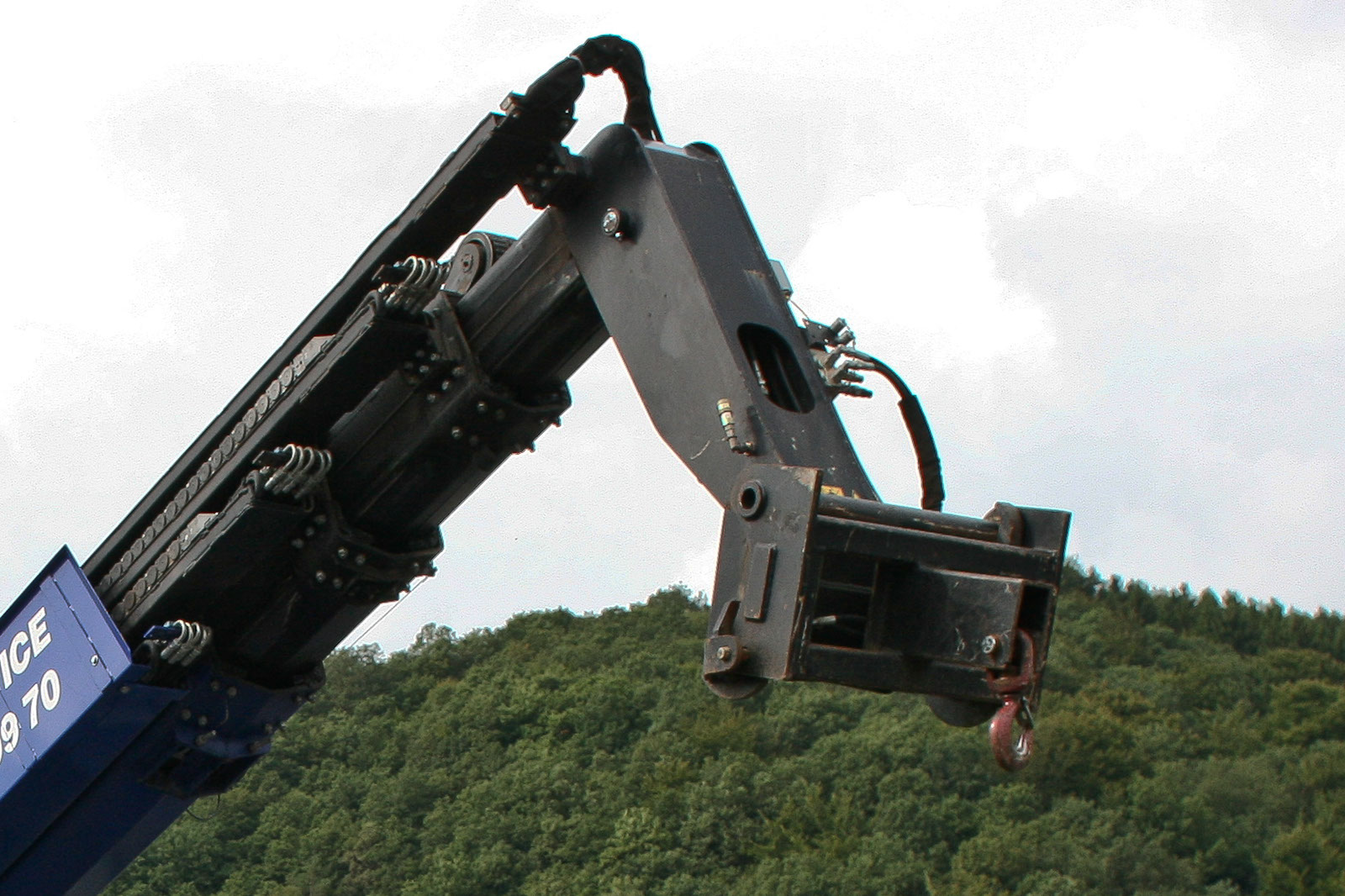
Kranhaken
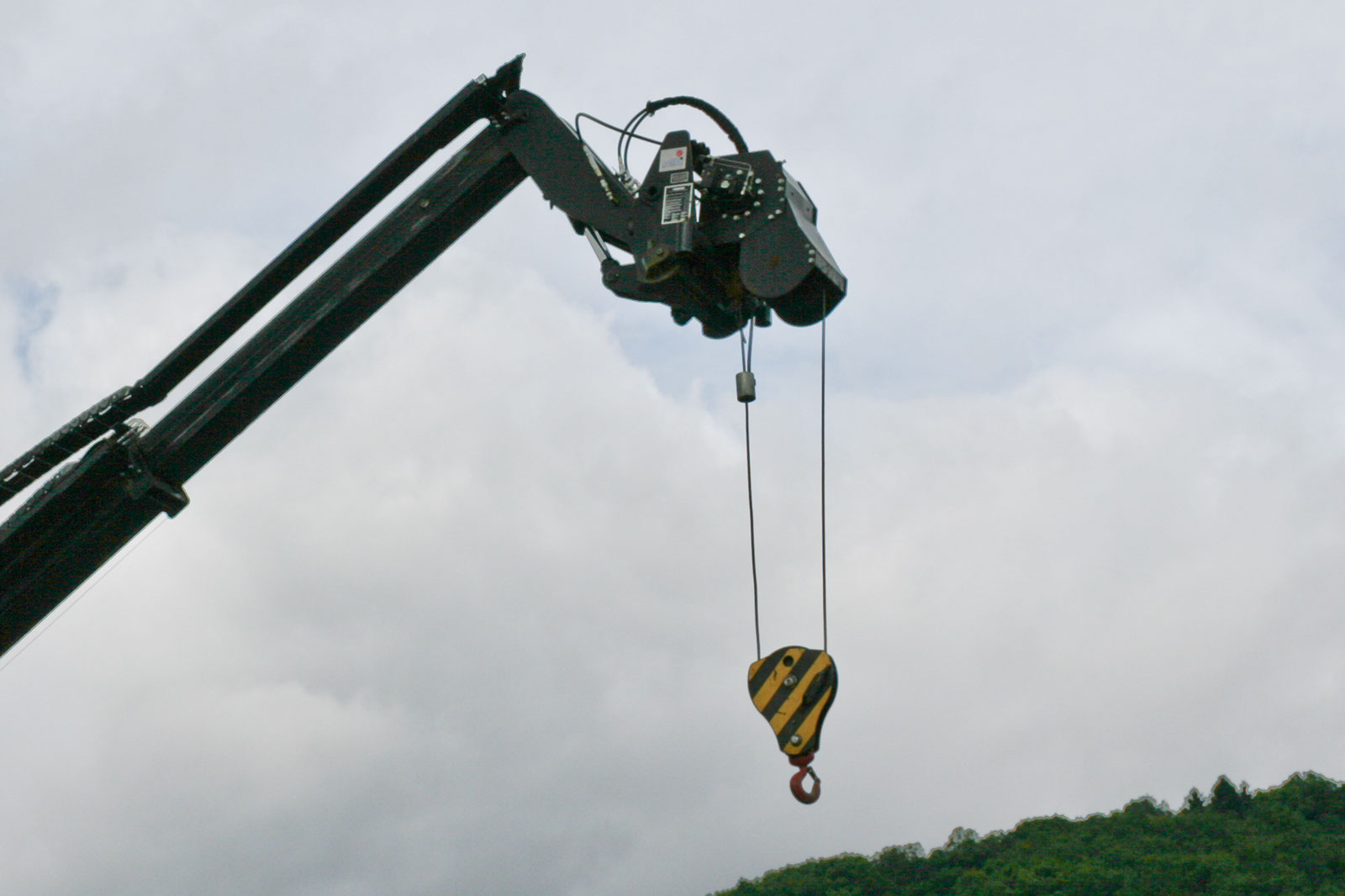
Gittermastausleger mit und ohne Winde
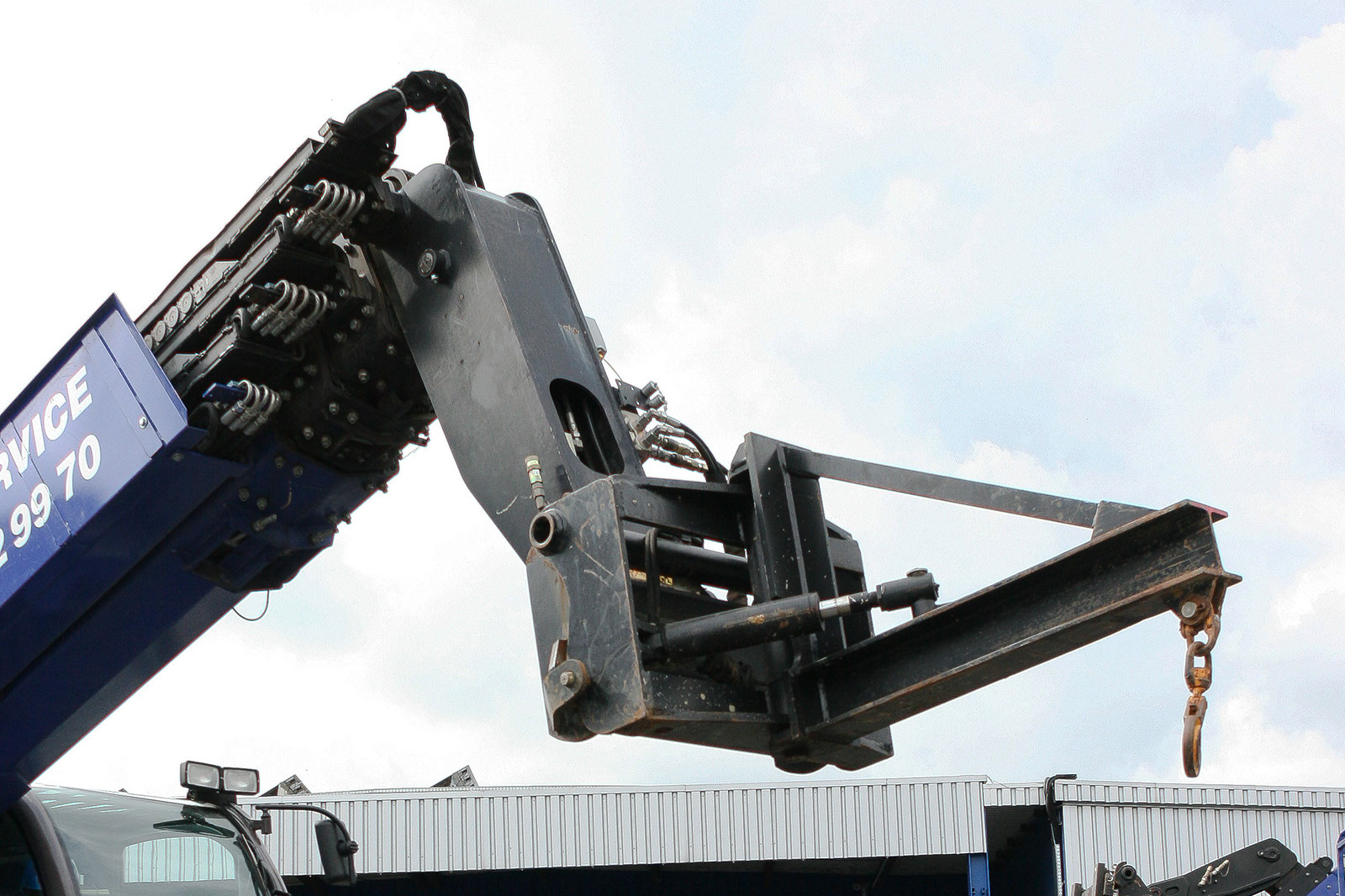
Hydraulisch schwenkbarer Kranhaken
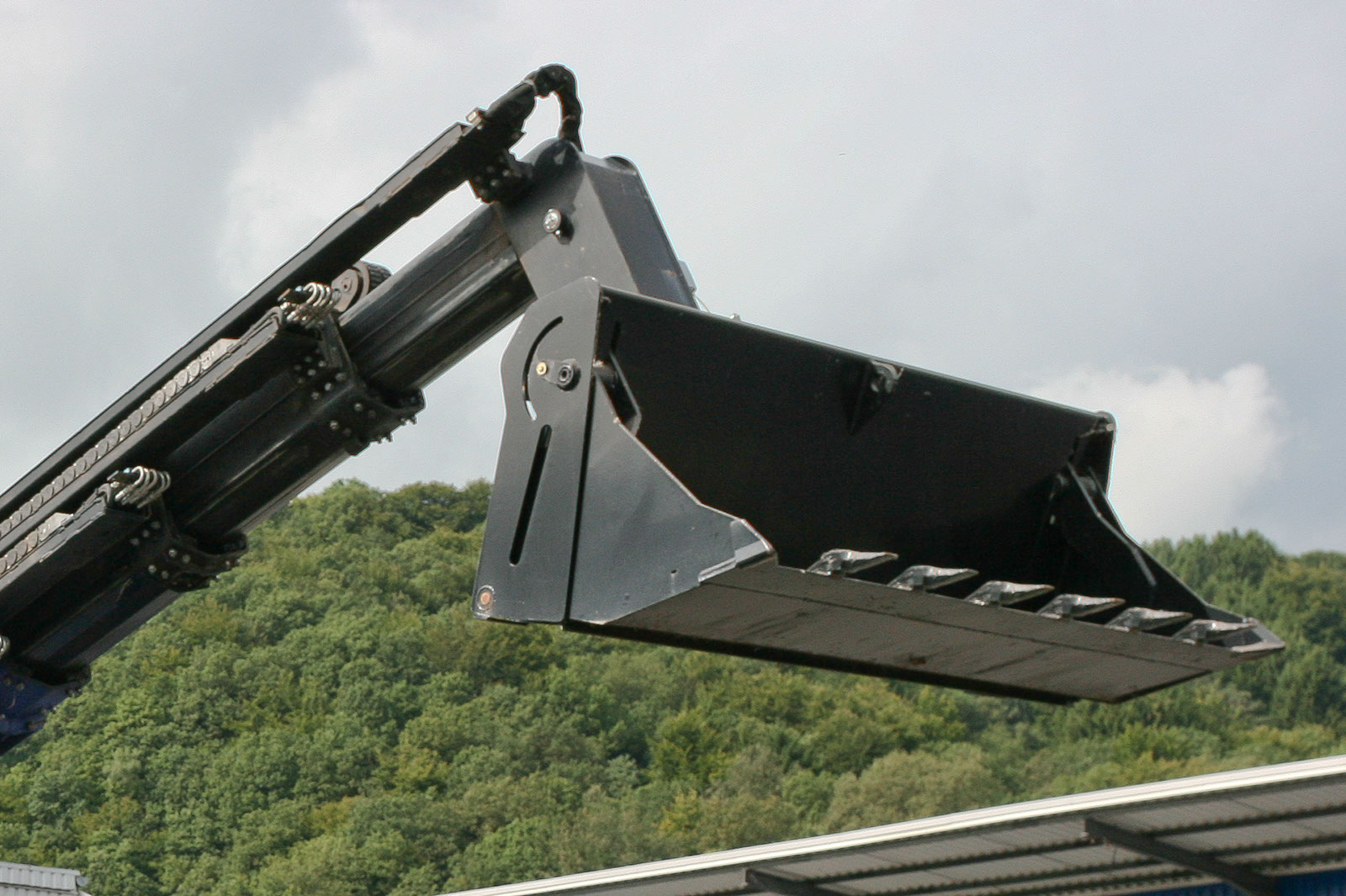
Schaufel
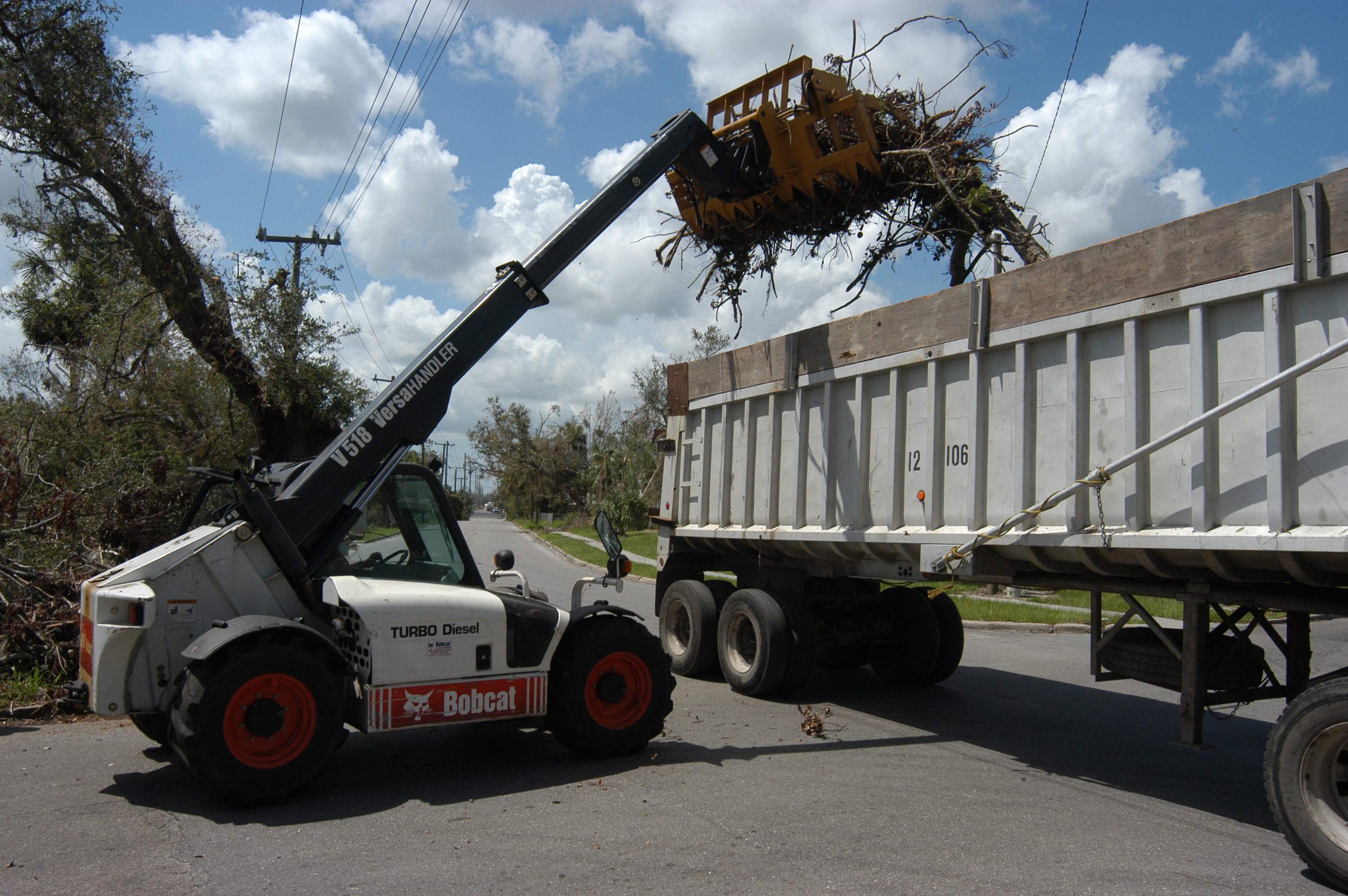
Beißschaufel
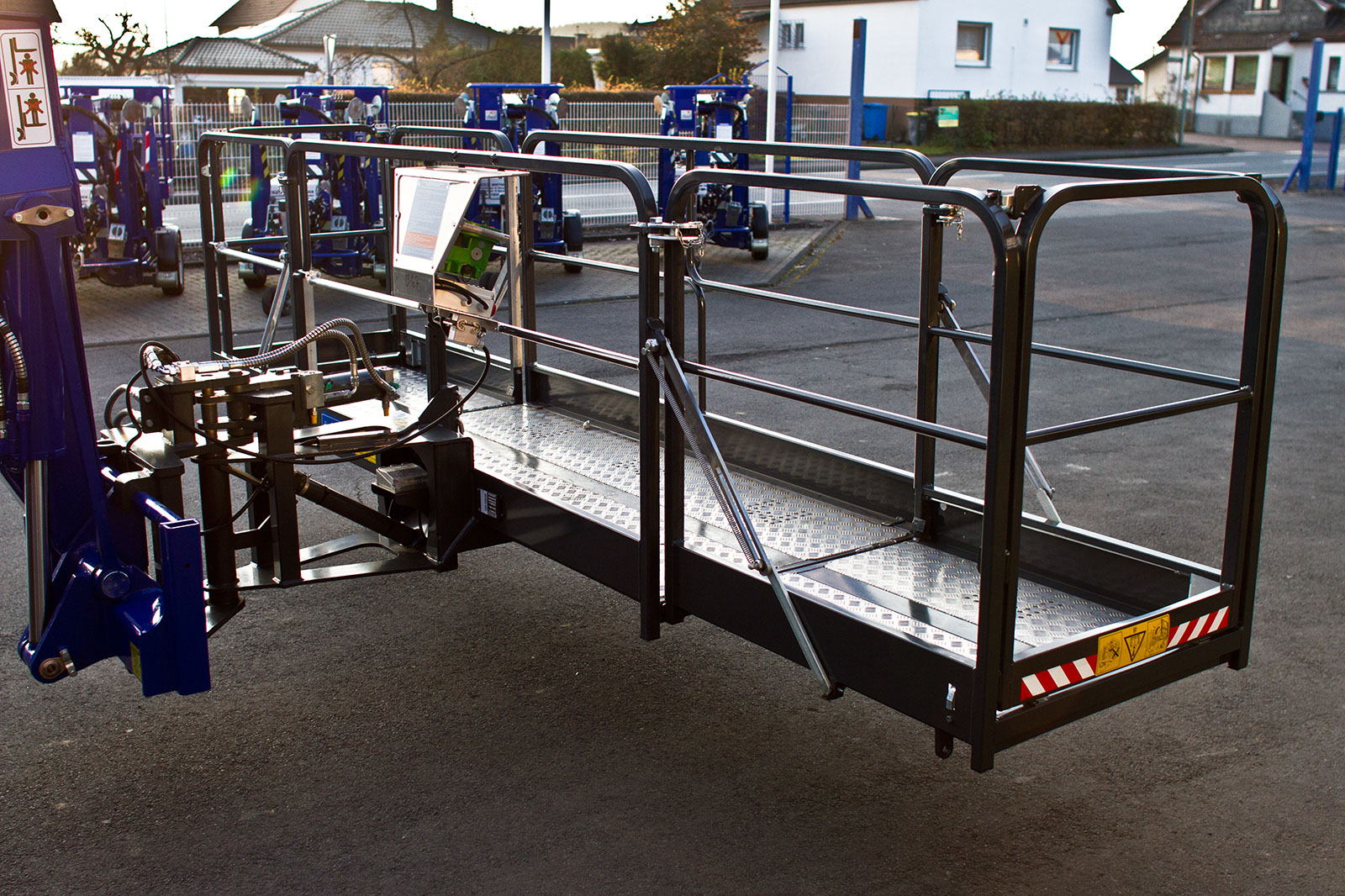
Arbeitsbühne
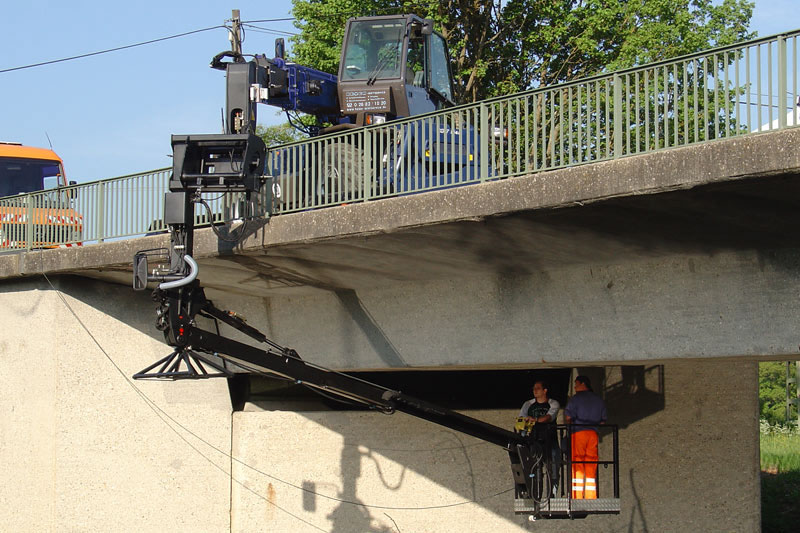
3D-Arbeitsgondel
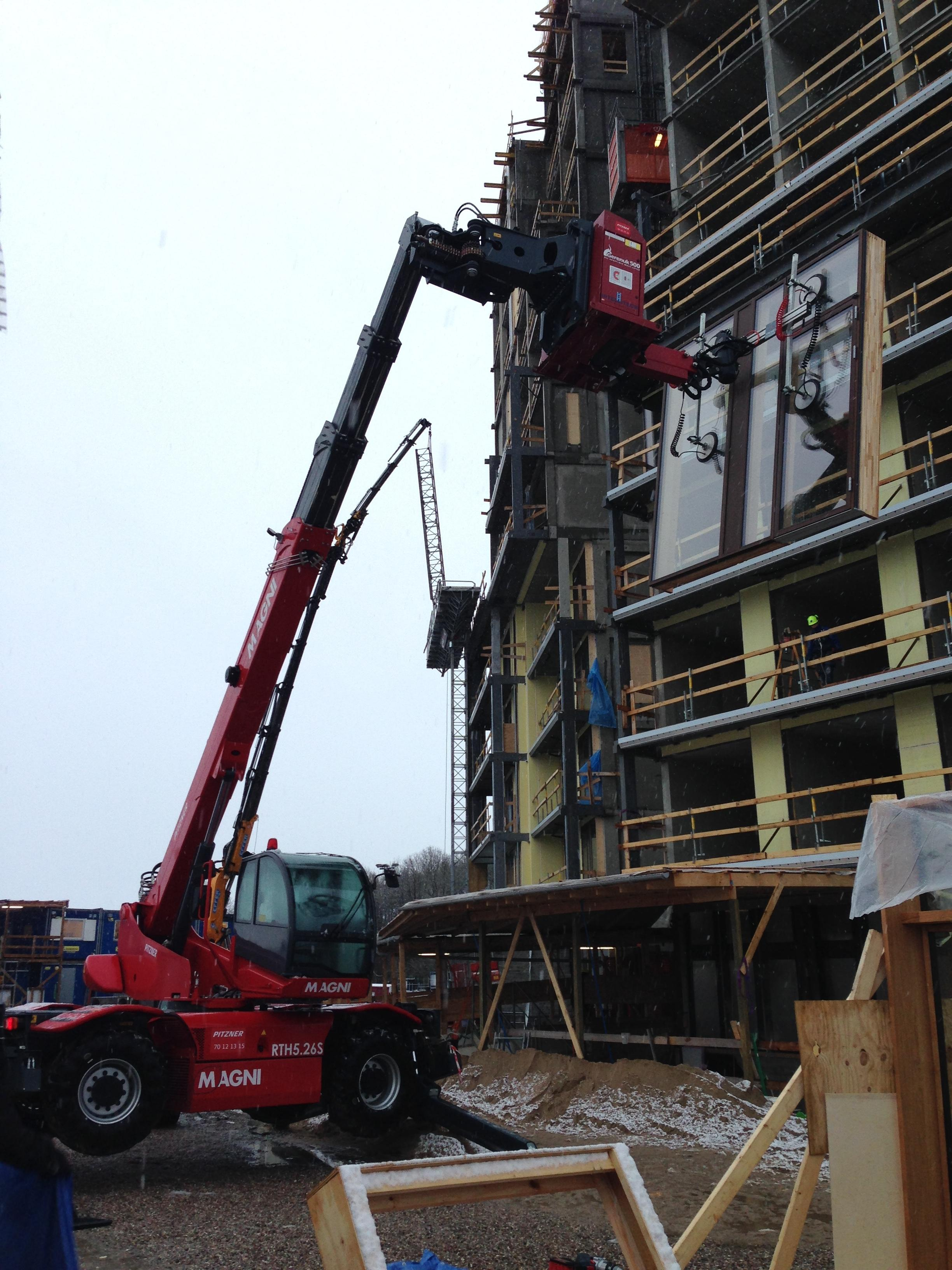
Vakuumheber
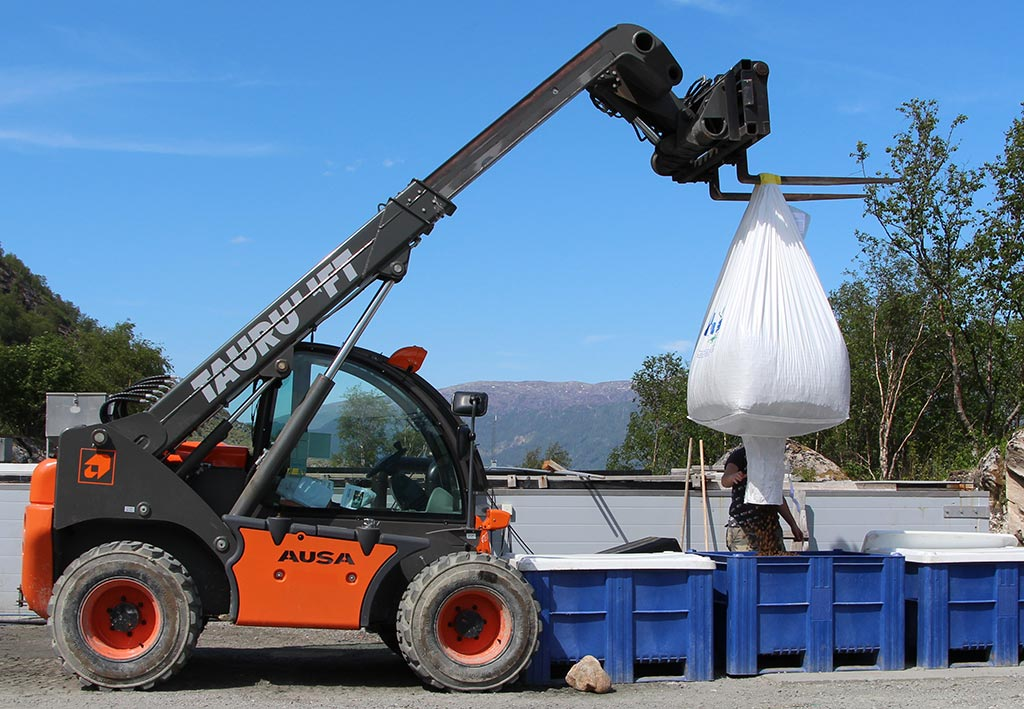
Palettengabeln
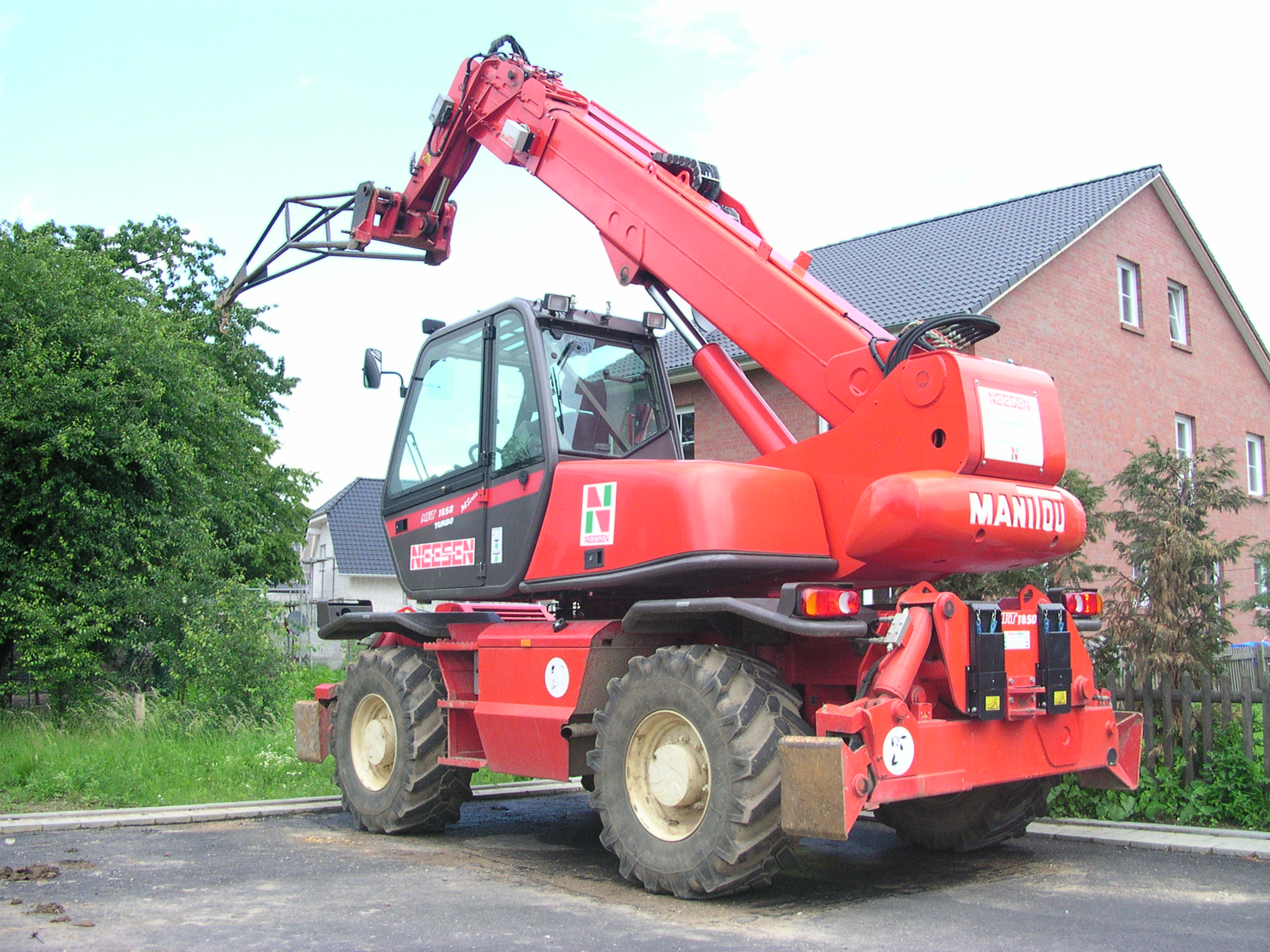
Gittermastausleger mit Kranhaken
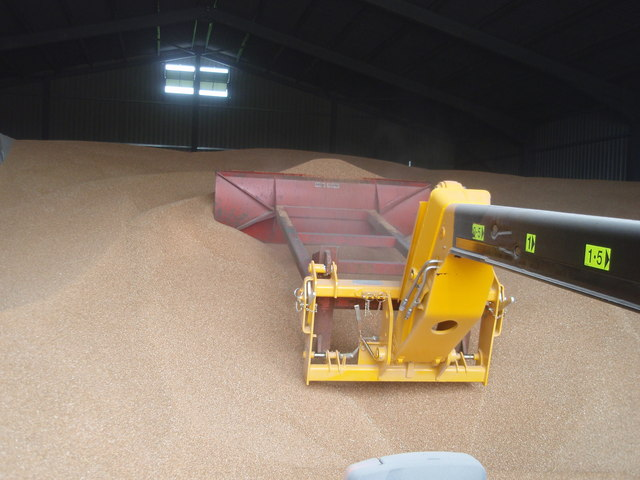
Getreideschieber
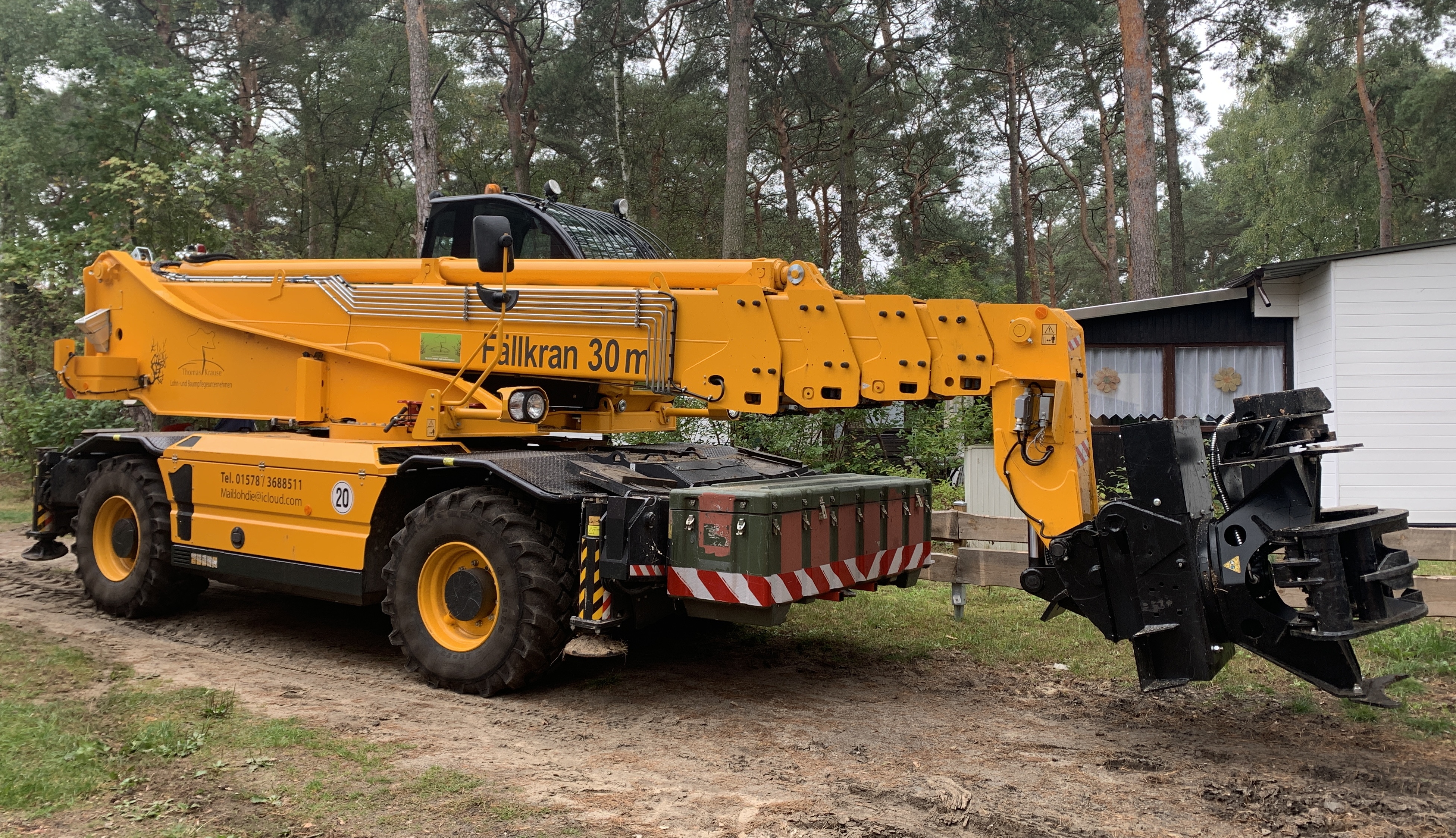
Fällgreifer
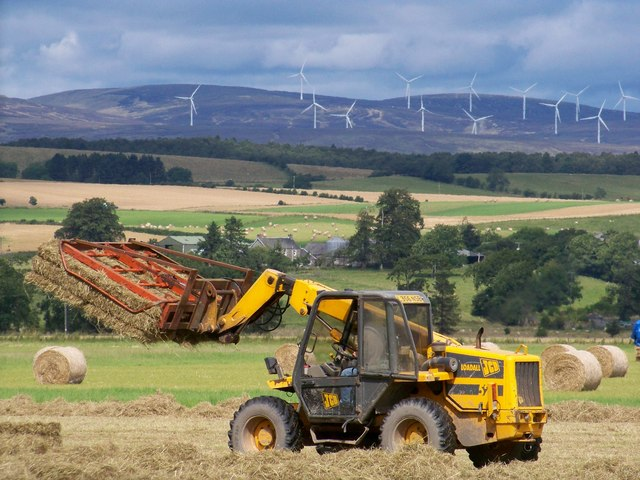
Rechteckballengreifer

- Schnecken-Erdbohrer
- Arbeitskorb
- Ballenzange  - Ballenzange
  - Kistenwender
  - Kranhaken
  - Hydraulische Winde mit Kranhaken
  - Hydraulisch schwenkbarer Kranhaken
  - Schaufel
  - Beißschaufel
  - Arbeitsbühne
  - 3D-Arbeitsgondel
  - Vakuumheber
  - Palettengabeln
  - Gittermastausleger mit Kranhaken
  - Getreideschieber
  - Fällgreifer
  - Rechteckballengreifer

## Bedienberechtigung (Deutschland)
In Deutschland richtet sich die Bedienberechtigung für den gewerblichen Einsatz nach dem DGUV-Grundsatz 308-009. Die Berechtigung wird in verschiedenen Stufen erworben:
- Stufe 1: Allgemeine Qualifizierung für Teleskopstapler im Anwendungsbereich der DIN EN 1459-1[7] (starrer Aufbau, Gabelzinken, Ladeschaufel, Lasthaken)
- Stufe 2a: Zusatzqualifizierung: Drehbarer Oberwagen, Kranbetrieb (Anwendungsbereich der DIN EN 1459-2[8])
- Stufe 2b: Zusatzqualifizierung für den Einsatz als Hubarbeitsbühne (Anwendungsbereich der DIN EN 1459-3[9])

Die Stufen 1, 2a und 2b enden mit einer theoretischen Prüfung (je Stufe 25 Fragen) und einer praktischen Prüfung. Stufe 3 ist dann die betriebliche bzw. baustellenbezogene Unterweisung. Sie ist in einen gerätebezogenen und einen verhaltensbezogenen Teil untergliedert.
Für die Teilnahme am Straßenverkehr ist außerdem die je nach Geschwindigkeit, Masse und Einsatzbereich des Fahrzeugs notwendige Fahrerlaubnis erforderlich; es gelten die Regeln für selbstfahrende Arbeitsmaschinen.

## Hersteller
| - AUSA - Bobcat - Case - Caterpillar - Claas - Deutz-Fahr - Dieci - Everun - Faresin - Fendt - Gehl Company - Haulotte - Jakob Fahrzeugbau AG | - JCB - JLG Industries - John Deere - Komatsu - Kramer - Liebherr - Manitou - Magni - Massey Ferguson - Matbro - Mecalac - Merlo | - New Holland - Paus - Sambron - Sennebogen - Schäffer Maschinenfabrik - Terex - Tobroco - Wacker Neuson - Weidemann - Zeppelin |